# Skúvoy

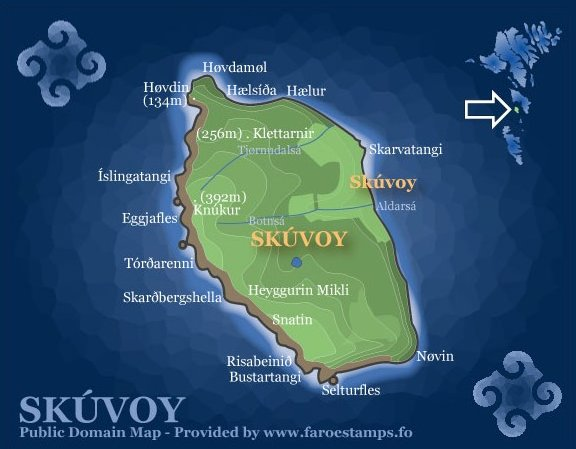
Mapa de Skúvoy

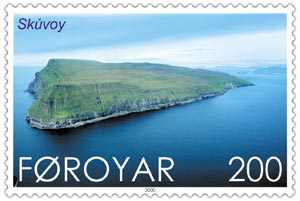
Selo mostrando Skúvoy

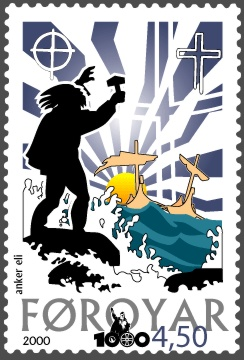
Selo comemorativo dos 1000 anos de cristianismo nas Ilhas Faroés

Skúvoy (em Dinamarquês: Skuø) é uma das Ilhas Faroés. Localiza-se a sul de Sandoy.
O seu nome deriva de uma grande colónia de aves marítimas autóctones do grupo Stercorariidae, conhecidas genericamente por mandriões. Estas aves podem tornar-se perigosas, atacando a população humana com frequência. Apesar desse facto, durante a primeira semana de Junho, é tradicional recolher os ovos destes animais, que fazem parte da gastronomia típica local.
- Área: 10 km²
- População: 57 habitantes (2002)
- Ponto mais alto: Knukur, 392 metros. Outro pico importante é Heyggjurín Mikli, com 391 metros. Salienta-se ainda a presença de diversos montes situados na costa ocidental, cuja altura varia entre os 300 e os 400 metros.

A comuna homónima compreende a povoação de Skúvoy, situada nesta ilha, e também a localidade de Dímun, situada em Stóra Dímun.
Na parte ocidental da ilha, existe uma colónia de airos, aves locais. Em 1954, existiam cerca de 2 milhões. Hoje em dia, são apenas alguns milhares. Existem também colónias de andorinhas-do-mar e de papagaios-do-mar.

## História

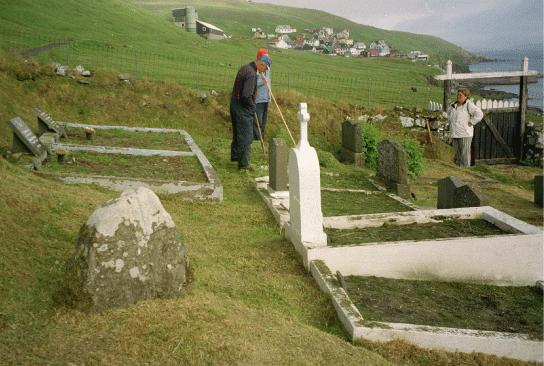
Túmulo de Sigmundur Brestisson

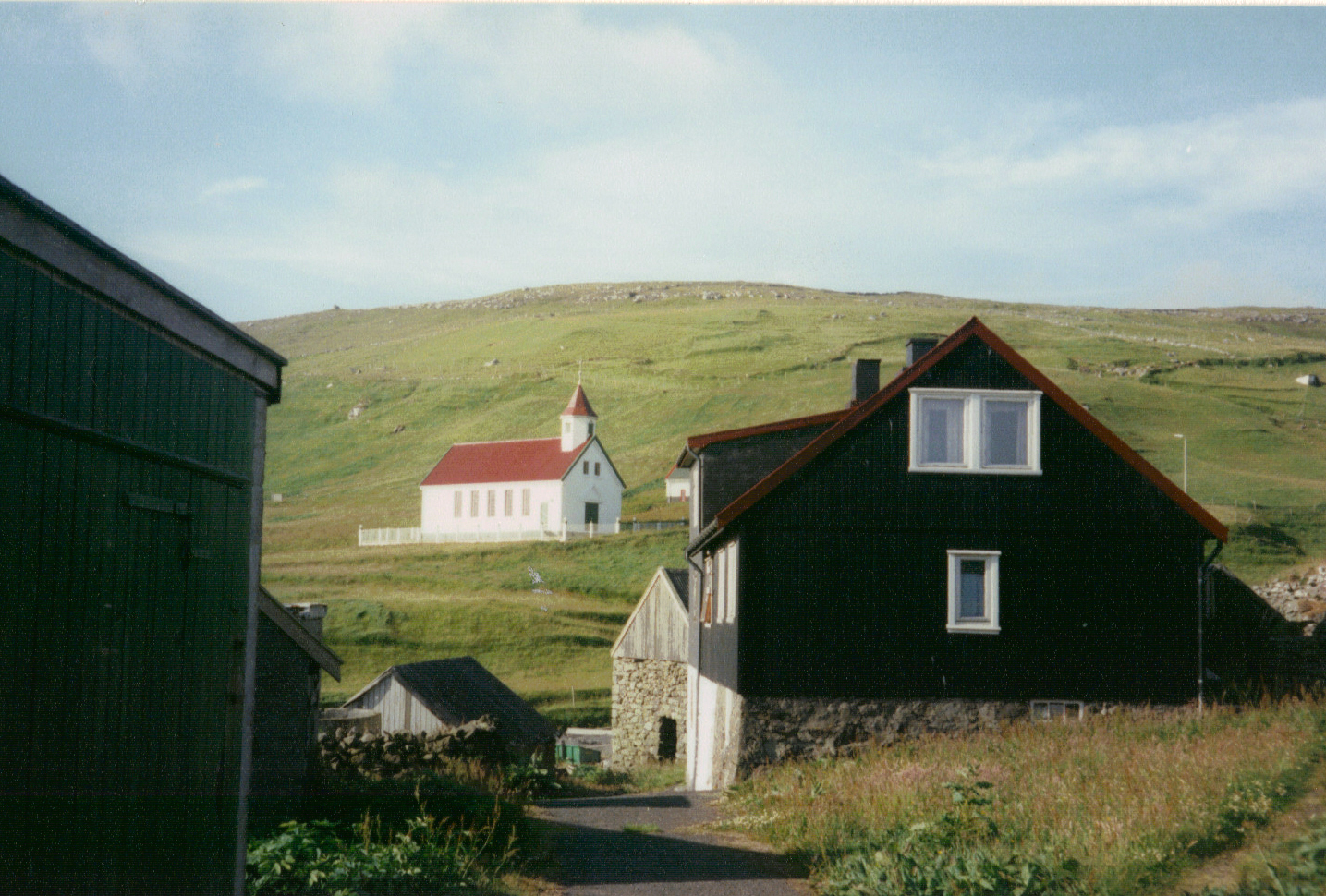
Igreja (1937) na aldeia de Skúvoy

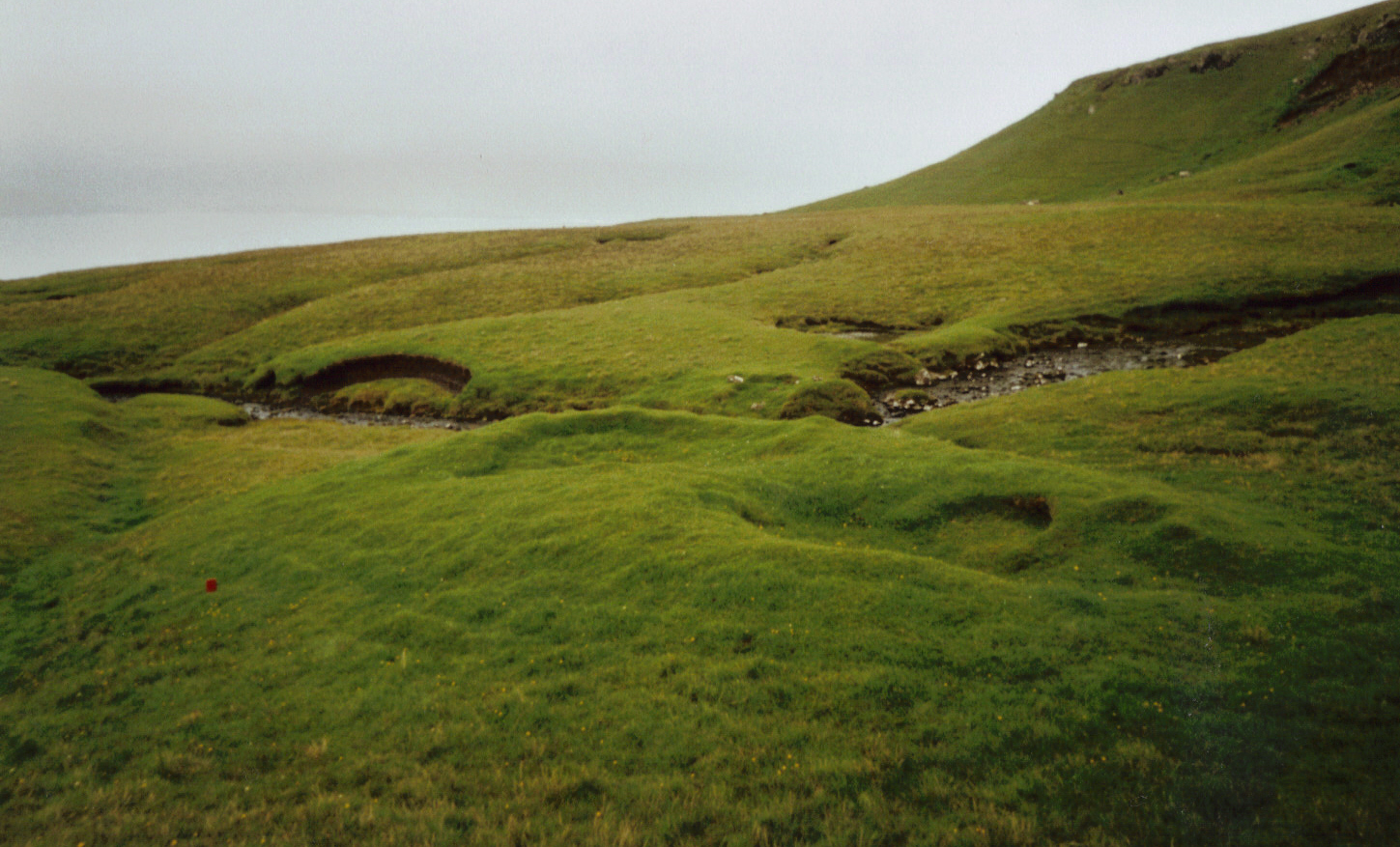
Ruína da cabana de Rannvá

A ilha é mencionada na "Føroyinga søga", a saga dos faroeses, como lugar de nascimento de Sigmundur Brestisson.
Nascido aproximadamente em 961, foi filho de Brestir e Cæcilia. Aos 9 anos de idade, testemunhou o assassinato de seu pai e de seu irmão, acontecimento que marcaria a maior parte de sua vida. Durante muitos anos, viria a tentar vingar estes assassinatos, para finalmente se converter ao cristianismo, em 999. Já como membro desta religião, construiria a primeira igreja do arquipélago e encarregar-se-ia de cristianizar os seus concidadãos.
A lenda conta que, ao ser perseguido por Trondur i Gøtu, conseguiu escapar saltando para o mar e nadando a distância que separa a ilha da povoação de Sandvík, em Suðuroy (aproximadamente 15 quilómetros). Exausto, foi encontrado na costa por Torgrimur Illi, que o decapitou para roubar a sua pulseira de ouro.
O seu túmulo, conhecido por Sigmundarsteinur, encontra-se no cemitério da povoação de Skúvoy e é um dos restos mortais da Idade Média mais importantes do arquipélago. Uma característica interessante da sua lápide é a ausência de caracteres rúnicos, habituais na época. Em seu lugar, é possível observar uma pequena cruz.
Outro acontecimento histórico relacionado com a ilha prende-se com a peste negra. Reza a tradição que todos os habitantes da ilha pereceram com esta doença no século XIV, exceptuando uma jovem chamada Rannvá. La ruína da sua cabana (Rannvátoftir) ainda hoje se conserva no vale Fagradalur (Norðuri í Dal) no norte da ilha.
No século XVIII, a varíola dizimou novamente a população da ilha.